# Відображення російсько-української війни в кіно
Відображення російсько-української війни в кіно стало важливим явищем сучасного українського кінематографа. Це не лише форма художньої виразності, але й засіб осмислення подій, підтримка суспільного духу та інструмент інформування світу про трагедії, героїзм та боротьбу українського народу з російського вторгненні на територію України на весні 2014 року. Відображення війни не лише допомагає українцям переживати травми, але й стає потужним засобом боротьби на культурному фронті, даючи світу чітке уявлення про масштаби і суть російської агресії, рашизм.

## Фільми

### 2014 рік
| Рік  | Мова               | Назва                                     | Жанр                            | Режисер                       | Країна          | Стислий опис |
| ---- | ------------------ | ----------------------------------------- | ------------------------------- | ----------------------------- | --------------- | --- |
| 2014 | укр.               | Україна: вижити у вогні                   | документальний                  | Христина Бондаренко           | Україна         | [ 1 ] |
| 2014 | укр.               | На лінії вогню                            | документальний                  | Сергій Якименко               | Україна         | |
| 2014 | рос.               | Варя                                      | документальний                  | Альона Полуніна               | Росія           | Про подорож Україною російської волонтерки Варвари Даревської, яка допомагає Збройним Силам України. |
| 2014 | рос.               | ДНР, або Химерна історія країни-саморобки | документальний                  | Ентоні Баттс                  | Велика Британія | Про перші тижні так званої «ДНР» (квітень—травень 2014 р.) та людей, які її підтримували, від нижчих міліційних чинів до «урядовців». |
| 2014 | укр., рос.         | Наша Надія                                | документальний                  | Володимир Тихий, Юлія Шашкова | Україна         | |
| 2014 | укр., рос., суржик | На передовій                              | документальний                  |                               | Україна         | |
| 2014 | укр., суржик       | Лист бійців АТО Путіну                    | документальний                  | Володимир Тихий               | Україна         | |
| 2014 | укр.               | Війна за свій рахунок                     | короткометражний документальний | Леонід Кантер, Іван Ясній     | Україна         | Головний конфлікт та основна напруга стрічки — між патріотизмом і самопожертвою добровольців та тими умовами, в яких їм доводиться боронити Батьківщину. З одного боку, зворушливі хлопці, котрі з усіх сил намагаються за лічені дні опанувати бодай якісь ази військового мистецтва, з другого — держава, яка дає їм каски часів Другої світової, вчить маршуванню та надсилає не надто притомних командирів, — пишуть Texty.org.ua. Короткометражний документальний фільм «Війна за свій рахунок» зняли на передовій та в таборі підготовки Національної гвардії Леонід Кантер та Іван Ясній. Композитор стрічки — Едуард Приступа, більш відомий як Діля, звукорежисер — Артем Мостовий. Представники знімальної групи, що від початку планували показувати коротенькі щоденні ролики з зони АТО в інтернеті, але потім від цього наміру відмовилися. |
| 2014 | укр.               | Контакт                                   | документальний                  | Мустафа Найєм, Богдан Кутєпов | Україна         | |
| 2014 | укр.               | (Не)прихована війна                       | документальний                  |                               | Україна         | документально-аналітичний фільм про російських агентів, диверсантів і терористів, неприховано працюючих на території України. Бойовики та агенти російських спеціальних органів принесли на українську землю стрілянину, диверсії та беззаконня. |
| 2014 | укр., рос.         | Битва за Дніпро                           | документальний                  | Андрій Нестеренко             | Україна         | Про події в Дніпропетровську протягом півроку після сепаратистських виступів і російської агресії 2014. |

### 2015 рік
| Рік  | Мова              | Назва                  | Жанр            | Режисер                         | Країна        | Стислий опис |
| ---- | ----------------- | ---------------------- | --------------- | ------------------------------- | ------------- | --- |
| 2015 | укр.              | Капелани               | документальний  | Валентин Дегтяренко             | Україна       | Стрічка «Капелани» — спроба побачити війну в Україні очима священиків. Це чотири історії про тих, хто бореться за людські душі на передовій. У кожного з цих героїв свій шлях на схід. |
| 2015 | рос.              | Шов: Психолог на войне | документальний  | Лідія Стародубцева              | Україна Росія | |
| 2015 | рос.              | Укропи Донбасу         | документальний  | Руслан Горовий                  | Україна       | |
| 2015 | укр.              | Полон                  | драма           | Анатолій Матешко                | Україна       | |
| 2015 | укр., рос., англ. | Міна                   | коротком. х/ф   | Вовка Соловей                   | Україна       | |
| 2015 | укр.              | Добровольці Божої чоти | документальний  | Леонід Кантер, Іван Ясній       | Україна       | Леонід Кантер: «Після виходу фільму „Війна за свій рахунок“ я знову поїхав на фронт. Цього разу вирішив неодмінно знайти той військовий підрозділ у якому не буде тупого армійського „нє обсуждать - виполнять“, не буде показушного маршування на догоду генералам, де не буде пияцтва. Натомість буде дисципліна, порядність і повага до ближнього, ким би він не був. Після кількатижневих мандрів по передовій потрапив у батальйон Правого Сектора, що називається ДУК (Добровольчий Український Корпус). З першої години знайомства з цими світлими людьми я відчув, що саме про них треба знімати фільм. Терміново зателефонував своєму другові та колезі Івану Яснію і ми взялися до роботи над фільмом. Знімали кілька місяців. Часом повертаючись у село Піски дізнавались, що вже немає того чи іншого будинку, але найгірше коли один по одному гинули герої нашого фільму. Це дуже боляче і гірко, втрачати того, кого встиг полюбити. Тому цей фільм ми передусім присвячуємо тим хлопцям, яким вже не судилось його побачити і звісно, з великою вдячністю тим, хто лишився живим»… |
| 2015 | рос.              | Хто нас розвів?        | документальний  | Євгеній Лесной                  | Росія         | [ 10 ] |
| 2015 | рос.              | Ті, що пережили пекло  | док., коротком. | Олексій Біда, Анна Перепелиця   | Україна       | Свідчення людей, що пережили полон та тортури сепаратистів. Був представлений на фестивалі Docudays UA. |
| 2015 | рос.              | Близький далекий схід  | документальний  | Філіп Ремунда                   | Чехія         | |
| 2015 | укр., рос.        | Аліса у Країні війни   | документальний  | Аліса Коваленко, Любов Дуракова | Польща        | |

### 2016 рік
| Рік  | Мова                  | Назва             | Жанр           | Режисер                   | Країна                           | Стислий опис |
| ---- | --------------------- | ----------------- | -------------- | ------------------------- | -------------------------------- | --- |
| 2016 | рос.                  | Вибір Олега.      | документальний | Олена Волошин, Джеймс Кіо | Франція                          | Про особисті мотиви участі російських «добровольців» у війні, їхнє розчарування у пропагандистських штампах, деморалізацію бойовиків «ДНР». Був представлений на фестивалях FIPA (Біарриц, Франція) та «One World» (Прага). |
| 2016 | укр.                  | Поверни мені ім'я | документальний | Сніжана Потапчук          | Україна                          | Про роботу із пошуку тіл загиблих українських військовослужбовців. |
| 2016 | рос.                  | Рідні             | документальний | Віталій Манський          | Німеччина Латвія Естонія Україна | Про те, як на події російсько-української війни реагують родичі, які живуть у Львові, на території, підконтрольній бойовикам «ДНР», та в анексованому Росією Севастополі. |
| 2016 | українська, російська | Десять секунд     | документальний | Юлія Гонтарук             | Україна                          | Фільм про людей і про місто, що загублене в часі та просторі. Про те, як швидко може змінитися життя, й про те, як навіть після непоправного є речі, які лишаються незмінними. В основі фільму лежать події, що є наслідком обстрілу житлового кварталу «Східний» міста Маріуполь 24 січня 2015 року. Обстріл вівся із систем залпового вогню «Град» з боку території, окупованої проросійськими бойовиками. |

### 2017 рік
| Рік  | Мова                                         | Назва   | Жанр                  | Режисер          | Країна                       | Стислий опис |
| ---- | -------------------------------------------- | ------- | --------------------- | ---------------- | ---------------------------- | --- |
| 2017 | литовська, українська, російська, французька | Іній    | воєнна драма          | Шарунас Бартас   | Литва Франція Україна Польща | У центрі картини зображений молодий литовець Рокас, котрому випала неочікувана можливість побувати в Україні та на власні очі побачити і зрозуміти справжню окупацію та війну. Разом з гуманітарним конвоєм він вирушає з Литви до України, де доля зводить його з двома військовими журналістами. Реальність виявилася більш жорстокою, ніж його романтичні уявлення, цим самим кинувши його у вирій війни. Ці троє чоловіків повинні будуть подолати свої психологічні рубежі та побудувати міцні відносини. Вони не погоджуються ні з чим, крім свого бажання бути там, де вони є, але кожний має для цього свої причини.                                      |
| 2017 | українська, російська                        | Кіборги | екшн, військова драма | Ахтем Сеїтаблаєв | Україна                      | Україна, 2014 рік. Історія про справжніх героїв своєї країни. Вони тримають Донецький аеропорт імені Сергія Прокоф'єва тоді, коли ворожі сили перевершують їх чисельно в рази. Більше того, вороги вже повідомили про захоплення стратегічного об'єкта. Українці 4 місяці вже утримують об'єкт, і поки в них вірять ті, хто чекає їх вдома, вони будуть стояти до кінця. Стратегічна група вперше прибуває на аеропорт і готова 2 тижні захищати свою країну саме тут. Це місце зведе разом музиканта, сина багатих людей, простих хлопців які хочуть тільки одного — щоб їх країна була надійно захищена, щоб їх мами, дружини, дівчата і сестри були в безпеці. |

### 2018 рік
| Рік  | Мова                  | Назва               | Жанр                       | Режисер                   | Країна                                       | Стислий опис |
| ---- | --------------------- | ------------------- | -------------------------- | ------------------------- | -------------------------------------------- | --- |
| 2018 | українська, російська | Позивний «Бандерас» | драма, військовий детектив | Заза Буадзе               | Україна                                      | Восени 2014 в зоні АТО, група контррозвідників на чолі з досвідченим капітаном Антоном Саєнком (позивний «Бандерас») намагається запобігти диверсії та знешкодити російського підривника Ходока. Завдання ускладнюється тим, що події відбуваються біля рідного села «Бандераса», яке він давно покинув, й жителі якого ставляться до нього як до зрадника. |
| 2018 | українська, російська | Міф                 | документалістика           | Леонід Кантер, Іван Ясній | Україна                                      | «МІФ» — новий фільм авторів стрічки Добровольці Божої Чоти — Леоніда Кантера та Івана Яснія — розповідає історію життя та загибелі Василя Сліпака — оперного співака зі світовим ім'ям та унікальним голосом. Фільм вийде на екрани кінотеатрів у січні 2018 року. Василь народився у Львові, але завдяки унікальному голосу вигравав конкурс за конкурсом і, зрештою, переїхав до Франції, де прожив 19 років. Там він мав усе, що ми звикли називати «щастям»: ім'я, успішну кар'єру на світових оперних сценах, вірних друзів і кохання. Він брав активну участь у Революції Гідності, очоливши демонстрації у Франції, а згодом долучився й до волонтерського руху, допомагаючи Україні. Здавалося б, робив більш ніж достатньо, як для людини творчої професії. Але Василь вирішив залишити сцену та кар'єру в Європі й стати до лав добровольців, коли в його рідну країну прийшла війна. Під час виконання бойової задачі Василь «МІФ» Сліпак загинув від кулі снайпера. |
| 2018 | російська, українська | Донбас              | драма                      | Сергій Лозниця            | Україна Німеччина Франція Нідерланди Румунія | Тринадцять коротких сюжетів показують панораму життя на окупованих територіях, від трагедії до комічного фарсу. «Зелені чоловічки» не можуть пригадати назви свого «рідного містечка, тут поруч». Німецького журналіста на блокпосту зустрічають криком «фашиста зловили!». Тут святкують весілля та влаштовують вуличні розправи, експропріюють на благо «республік» машини та гроші, живуть у підвалах, рятуючись від обстрілів. Фільм Сергія Лозниці шукає відповідь на запитання: де в цьому калейдоскопі проходить грань між правдою і вигадкою? |

### 2019 рік
| Рік  | Мова                              | Назва                              | Жанр                  | Режисер                 | Країна  | Стислий опис |
| ---- | --------------------------------- | ---------------------------------- | --------------------- | ----------------------- | ------- | --- |
| 2019 | українська                        | Атлантида                          | драма                 | Валентин Васянович      | Україна | Події фільму розгортаються у 2025 році, після майбутньої перемоги України у війні з Росією. Окупований Донбас повернено до складу країни, але його території визнані непридатними для проживання. Маючи під ногами заміновану пустелю, на яку перетворилася колись процвітаюча земля, герой вперто шукає причини, аби тут залишитися. Найскладнішим випробуванням для нього стає прийняття своєї травмованої особистості, яка зазнала суттєвих змін під час воєнних дій. |
| 2019 | українська, російська, англійська | Іловайськ 2014. Батальйон «Донбас» | екшн, військова драма | Іван Тимченко           | Україна | Іловайськ на всі віки увійде до трагічної історії українського народу. Подія, яка повинна була стати переможною для нашої армії, обернулася для нас найбільшим провалом. Глядачі зможуть побачити цю історію зсередини, разом із батальйоном «Донбас» і його командиром на прізвисько Бішут. Поранений чоловік разом зі своїм товаришем по службі опинилися в пастці — у місті оточеному ворожими військами. Виживати в таких умовах двом військовим допомагають тільки небайдужі місцеві жителі. Вони ж і зроблять усе можливе, щоб Бішут і його товариш могли вибратися за межі міста, на безпечну територію. Це реальна історія, яку прожив кожен українець. |
| 2019 | українська                        | Мати Апостолів                     | військова драма       | Заза Буадзе             | Україна | Любов матері — безмірна. І коли її сину загрожує небезпека, вона стрімголов біжить йому на допомогу. Заради порятунку дитини вона здатна на все, навіть пройти крізь пекло війни. В основі сюжету — реальні події, що відбувалися на Сході України у 2014 році. Коли Софія дізнається, що літак її сина збито, вона не вагаючись вирушає на його пошуки. Але ніхто і ніде не знає де її син, чи вижив він, чи може де в полон попав. Заради його порятунку жінці доведеться відчайдушно пройти крізь небезпечні випробування, ворожу ненависть і погрози. Вона й не здогадується на що спроможна, як змінить її ця жахлива подорож, яка перетворить її зі звичайної людини на велику Матір, що своїм безмірним материнським серцем і любов'ю здатна не тільки рятувати рідного сина, а і його побратимів і навіть пропащі душі ворогів. |
| 2019 | українська, російська             | Черкаси                            | військова драма       | Тимур Ященко            | Україна | Мишко та Лев хлопці з українського села. Вони з різних причин опиняються на воєнному кораблі ВМС України «Черкаси», дислокованому в порту кримського озера Донузлав, під час подій на Майдані 2014 року. У той час, коли екіпаж тральщика «Черкаси» проходить навчання, президент Янукович втікає з України, а Крим захоплюють «зелені чоловічки». Починається окупація Кримського півострову. Корабель повертається на базу, але порт вже втрачений. «Черкаси», разом з іншими кораблями українського флоту, заблокований в озері Донузлав — шлях до моря перекритий затопленими судами. Українські кораблі здаються один за одним, лише екіпаж «Черкас» чинить опір і продовжує відважну, хоч і безнадійну, боротьбу з ворогом. Фільм засновано на реальних подіях.                                                                   |
| 2019 | українська, російська             | Східняк                            | комедія, роад-муві    | Енді Ів (Андрій Іванюк) | Україна | Його позивний «Борода». Він — невгамовний оптиміст, і здатен вирішити будь-яке питання. Ось і цього разу, він — перший, коли треба вирушити до штабу, щоб «вибити» необхідне для забезпечення свого підрозділу. У напарники Борода бере з собою молодого новачка, якого кличуть «Режисер». Разом їм доведеться їхати крізь блокпости, прифронтові міста й села, зустрічатись із військовими і цивільними, потрапляючи у різні халепи — кумедні та не дуже… |

### 2020 рік
| Рік  | Мова                  | Назва                        | Жанр              | Режисер          | Країна                   | Стислий опис |
| ---- | --------------------- | ---------------------------- | ----------------- | ---------------- | ------------------------ | ------------ |
| 2020 | російська             | Погані дороги                | драма             | Наталія Ворожбит | Україна                  |              |
| 2020 | російська, українська | Земля блакитна ніби апельсин | документальний    | Ірина Цілик      | Україна Литва            |              |
| 2020 | українська            | Цей дощ ніколи не скінчиться | документальний    | Аліна Горлова    | Україна Латвія Німеччина |              |
| 2020 | українська, російська | Наші котики                  | сатирична комедія | Володимир Тихий  | Україна Канада США       |              |
| 2020 | російська, українська | Мати Апостолів               | військова драма   | Заза Буадзе      | Україна                  |              |

### 2021 рік
| Рік  | Мова                  | Назва         | Жанр              | Режисер            | Країна  | Стислий опис |
| ---- | --------------------- | ------------- | ----------------- | ------------------ | ------- | --- |
| 2021 | українська            | Шлях поколінь | документальний    | Михайло Ухман      | Україна | Стрічка «Шлях поколінь» — в основі свого сюжету передає події, що відбувалися під час існування УПА, та паралельно сьогоднішня російсько-українська війна. Головний герой на початку – звичайний обиватель, якого не дуже цікавить війна. Та події, що сталися з ним, кардинально міняють світобачення та його життя... Війна бійців УПА за Україну та новітня війна, яку проти нас розпочала РФ, тісно переплітаються у сюжеті, вони взаємопов'язані.                                      |
| 2021 | українська, російська | Відблиск      | драма, військовий | Валентин Васянович | Україна | Восени 2014 року хірург Сергій, який останнім часом оперує багато поранених на російсько-українській війні, вирішує стати військовим лікарем. Майже одразу Сергій потрапляє в полон. Він пережив нелюдські тортури та приниження. Від смерті його врятувало тільки те, що ФСБшникам, які катували полонених, потрібно було радитись з лікарем. Повернувшись додому після обміну Сергій намагається налагодити мирне життя та відновити спілкування з колишньою дружиною та донькою Поліною. |
| 2021 | українська, російська | Зошит війни   | документальний    | Роман Любий        | Україна | Фільм створений з особистих відеозаписів із телефонів та камер українських військових та добровольців. Стрічка запрошує глядача у сюрреалістичну подорож на фронт війни з Росією - у химерне потойбіччя, де панують закони відмінні від звичайного світу. Інша поведінка, інші стосунки, інший гумор. Герої прокидаються та засинають, радіють та плачуть, знімають відео та завжди відчувають, що запис може закінчитись у будь-яку мить.                                                  |

### 2022 рік
| Рік  | Мова                  | Назва                  | Жанр            | Режисер                           | Країна  | Стислий опис |
| ---- | --------------------- | ---------------------- | --------------- | --------------------------------- | ------- | --- |
| 2022 | українська, російська | Снайпер. Білий ворон   | бойовик         | Мар'ян Бушан                      | Україна | |
| 2022 | українська            | Бачення метелика       | військова драма | Максим Наконечний                 | Україна | Головна героїня картини — аеророзвідниця з позивним «Метелик», яка повертається з полону. Її чекають рідні, друзі, побратими та коханий. Але нове життя приносить і нові виклики. |
| 2022 | молдавська            | The Road to War: Irpin | документальний  | Віоріка Татару, Андрій Каптаренко | Молдова | [ 44 ] |

### 2023 рік
| Рік  | Мова       | Назва                                                          | Жанр           | Режисер                       | Країна  | Стислий опис |
| ---- | ---------- | -------------------------------------------------------------- | -------------- | ----------------------------- | ------- | --- |
| 2023 | англійська | Суперсила                                                      | документальний | Шон Пенн, Аарон Кауфман       | США     | Спочатку стрічка мала дослідити шлях Володимира Зеленського від комедійного актора до президента України. Однак після початку повномасштабного російського вторгнення в лютому 2022 року фільм трансформувався на документування подій війни та стійкості українського народу. Пенн і його команда сім разів відвідали Україну під час зйомок, фіксуючи інтерв'ю з президентом Зеленським, українськими військовими, політиками та звичайними громадянами, які протистоять агресії.                                        |
| 2023 | українська | Евакуація                                                      | документальний | Ростислав Геращенко           | Україна | З початку повномасштабного вторгнення ІБЦ стала одним з найбільш організованих волонтерських центрів Ірпінського регіону. Приміщення церкви приймало від 100-300 людей як укриття щодня, волонтери годували людей, забезпечувало медикаментами, а збройним силам допомагали з їжею та є пальним. Але найбільшим викликом стала евакуація ірпінчан ти жителів Бучанського району. Волонтерський центр ІБЦ організовував евакуаційні колони з приватних автомобілів. За перші 2 тижні вдалося виїхати понад 6 тисячам людей. |
| 2023 | українська | 20 днів у Маріуполі                                            | документальний | Мстислав Чернов               | Україна | "20 днів у Маріуполі" – документальна стрічка, створена на основі матеріалів, знятих воєнним кореспондентом, фотографом, відеографом Мстиславом Черновим в обложеному росіянями Маріуполі. Стрічка складається з кадрів, які Чернов з колегами відправляли з Маріуполя в світові ЗМІ, розповідаючи про події у місті: загибель дітей та дорослих, створення масових могил, знищений російською авіабомбою пологовий будинок та інші російські воєнні злочини.                                                              |
| 2023 | французька | Україна. Слідами катів / Ukraine, sur les traces des bourreaux | документальний | Манон Луазо, Ксенія Болчакова | Україна | У фільмі йдеться про військові злочини під час російського вторгнення в Україну на півночі Київської області під час окупації у 2022 році. Вбивства, тортури, зґвалтування, депортації дітей і дорослих. У цьому розслідуванні крок за кроком, на основі свідчень свідків і письмових доказів, розглядаються воєнні злочини, скоєні і заплановані Володимиром Путіним і його режимом. |

### 2024 рік
| Рік  | Мова                              | Назва                              | Жанр                        | Режисер                        | Країна                | Стислий опис |
| ---- | --------------------------------- | ---------------------------------- | --------------------------- | ------------------------------ | --------------------- | --- |
| 2024 | українська, російська             | The Hardest Hour / Dоvha Doba      | документальний              | Алан Бадоєв                    | Україна               | Документальний фільм режисера Алана Бадоєва та телеканалу 1+1 Україна, створений із 200 годин хроніки: виживання, супротиву і життя українців під час війни. Кожна хвилина фільму відзнята українцями на їх мобільні телефони. Деякі герої вижили, деякі були вбиті…Але залишились їхні останні вчинки та голоси. |
| 2024 | українська                        | Війна за море: від Дніпра до Криму | документальний              | ГУР                            | Україна               | Фільм розкриває деталі бойових місій спецпідрозділів ГУР МО України та інших складових Сил безпеки і оборони, здійснених у 2022-2023 роках на Дніпрі, Каховському водосховищі та у Чорноморській акваторії. Висвітлює десантування в Енергодарі; висадку та створення плацдарму на лівобережжі Херсонщини; повернення контролю над нафтогазовидобувними платформами у Чорному морі; морські рейди до Криму; знищення російських кораблів ударними дронами “Magura V5”. |
| 2024 | українська                        | Потяг до життя                     | документальний              | Олександр Тіменко              | Україна               | Це документальна стрічка з історіями українських залізничників, які з перших днів повномасштабного вторгнення рятували життя мільйонів українців, іноді – ціною власного. |
| 2024 | українська, англійська            | Знищити повністю або частково      | документальний              | Данило Мокрик                  | Україна               | У фільмі його автор, журналіст Данило Мокрик, спілкується не тільки з науковцями, а й з потерпілими від воєнних злочинів українцями, щоб наблизитись до відповіді на запитання, яке є набагато складнішим, ніж може здатися на перший погляд. Фільм про геноцид українського народу. |
| 2024 | українська                        | Підйомна сила                      | документальний              | Олександр Стратієнко           | Україна               | Фільм показує, як проходить робота авіаторів вночі чи в режимі радіотиші, а також під час тренувань та роботи на полігоні. Уперше розказані історії відважних пілотів-вертолітників — про критичні моменти перших днів війни, сміливі та смертельно небезпечні операції з рейдами в тил ворога. В центрі сюжету три великі операції за участі армійської авіації: знищення російських колон в тилу противника під час Київської кампанії, прорив повітряної блокади в оточений Маріуполь та бої за визволення острова Зміїний.                                                                                                   |
| 2024 | українська                        | Конотопська відьма                 | хорор                       | Андрій Колеснико               | Україна               | Прадавня відьма з Конотопу, зрікшись своїх чаклунських сил, давно живе звичайним життям разом зі своїм коханим, українським хлопцем на ім'я Андрій. Проте, коли повномасштабна війна з Росією досягає її міста і частково захоплює його окупанти, мирне існування руйнується. У спробі врятувати її, Андрій гине в неї на руках. Ця трагедія пробуджує в жінці забуті сили, і вона вирішує помститися загарбникам. |
| 2024 | українська, російська, англійська | Порцелянова війна                  | документальний              | Слава Леонтьєв Брендан Белломо | США Україна Австралія | Документальний фільм, що висвітлює життя українських художників-керамістів у Харкові під час початку російського вторгнення у 2022 році. Режисерами стрічки є Слава Леонтьєв та Брендан Белломо. Головними героями є Слава Леонтьєв, його дружина Аня Стасенко та їхній друг Андрій Стефанов. Попри постійні обстріли, вони вирішили залишитися в місті, перетворюючи свої творчі майстерні на осередки опору та надії. Слава приєднався до військових, Аня займалася волонтерством, а Андрій документував події за допомогою камери. Їхні порцелянові фігурки стали символом крихкості та водночас стійкості українського духу. |
| 2024 | українська                        | Реал                               | документальний              | Олег Сенцов                    | Україна               | |
| 2024 | українська                        | Камінь, ножиці, папір              | драма, короткометражне кіно | Франц Бьом                     | Велика Британія       | Це короткометражна стрічка британського режисера німецького походження Франца Бьома, заснована на реальних подіях, що відбулися під час повномасштабного вторгнення Росії в Україну. За сюжетом, його батько-хірург оперує поранених військових і цивільних у бункері, про який дізнаються російські окупанти. Щоб захистити родину та поранених, Іван бере до рук зброю. Фільм отримав премію BAFTA в номінації "Найкращий британський короткометражний фільм" 16 лютого 2025 року. |

### 2025 рік
| Рік  | Мова                             | Назва                                                              | Жанр                       | Режисер                                     | Країна                  | Стислий опис |
| ---- | -------------------------------- | ------------------------------------------------------------------ | -------------------------- | ------------------------------------------- | ----------------------- | --- |
| 2025 | українська                       | 2000 метрів до Андріївки                                           | документальний             | Мстислав Чернов                             | Україна                 | Фільм розповідає про завдання одного українського взводу подолати добре укріплений кілометр лісу, щоб звільнити стратегічно важливе село від російських військ. Журналіст супроводжує їх, але чим далі вони просуваються, тим більше усвідомлюють, що ця війна може ніколи не закінчитися. |
| 2025 | українська, англійська           | Одного літа в Україні                                              | документальний, військовий | Володимир Тихий, Анастасія Тиха, Ганна Тиха | Україна                 | Сюжет фільму розповідає про історії кількох добровольців — військовослужбовців Міжнародного Легіону ГУР МOУ, підрозділу Ronin Team. За час служби бійці стають справжніми друзями: разом працюють, навчаються та відпочивають. Втім приходить час випробувань для мужності та вмінь легіонерів. Місяці спекотного літа для них проходять не просто. А високий темп тренувань і служби витримують не всі новобранці. Тим часом з фронту надходять тривожні новини про наступ росіян. |
| 2025 | польська, англійська, українська | Смерть путіна                                                      | кримінал, драма            | Патрік Вега                                 | Польща                  | Драму «Смерть путіна» про російського диктатора зняв польський режисер Патрік Вега. У виробництві взяли участь США, Польща та Мальта. Зі зрозумілих причин залучити диктатора до зйомок було не можливим. Наявних у відкритому доступі кадрів путіна різних років було не достатньо для створення зображення deep fake у якості, достатній для повнометражного кіно. Творці фільму розробили спеціальну технологію з залученням штучного інтелекту. Робота тривала майже два роки. Ґрунтовно досліджені документи, що стосуються терактів на Дубровці та у Беслані, а також воєнних злочинів під час вторгнення в Україну. Очікується, що фільм вийде у прокат у 35 країнах світу. |
| 2025 | українська                       | Без права на помилку                                               | документальний             | Василь Київський                            | Україна                 | Фільм розповідає про роботу вибухотехніків Національної поліції України на лінії фронту.Це підрозділ, який щодня стикається з мінними пастками, знешкоджує ракети, авіабомби та дрони, а також розміновує критичну інфраструктуру на звільнених територіях. Фільм знімали у Харківській, Херсонській та Миколаївській областях. У ньому взяли участь Міністр внутрішніх справ Ігор Клименко та Голова Нацполіції Іван Вигівський, які розповіли про підступність російських мінувань. |
| 2025 | українська                       | Мишоловка                                                          | військовий, трилер         | Сергій Касторних                            | Україна                 | Антон вперше опиняється в зоні бойових дій, в бліндажі, вхід в який завалює від прямого влучання снаряда. Він приходить до тями з численними травмами, на самоті, ув’язнений під землею в кількох квадратних метрах, без виходу. Герой використовує всі доступні засоби й ресурси, щоб вибратися зі смертельної пастки. |
| 2025 | українська, англійська           | Томмі Ган: Дорога до Купʼянська Tommy Gun: On the Road to Kupyansk | документальний             | Марк “Джино” Джаннетт                       | США Україна             | Фільм не просто документує події – він розповідає про війну через особистий досвід бійця, який залишив свою країну, щоб боротися за Україну. Прекрасний приклад того, як варто захищати свою землю. Це можливість побачити війну зсередини, без фільтрів, пропаганди, чесно та прозоро. |
| 2025 | українська, англійська           | Після дощу: Викрадені Путіним діти повертаються додому             | документальний             | Сара МакКарті                               | Велика Британія Естонія | [ 60 ] [ 61 ] [ 62 ] |

## Телесеріали
| Рік        | Мова                  | Назва                    | Жанр                               | Режисери                             | Країна          | Стислий опис |
| ---------- | --------------------- | ------------------------ | ---------------------------------- | ------------------------------------ | --------------- | --- |
| 2015 —2017 | українська            | Гвардія                  | т/с                                | Олексій Шапарев                      | Україна         | Події картини починають розвиватись під час Євромайдану, коли ті, кому доведеться незабаром стояти під одним прапором, опинились по різні сторони барикад. Однак, з початком АТО обидві сторони опиняються у Нацгвардіїї, і їхнє завдання – примиритись з конфліктами задля того, щоб здолати спільного ворога. |
| 2015       | рос., укр.            | Не зарікайся             | мелодр. т/с                        | Дмитро Гольдман                      | Україна         | |
| 2015—2016  | укр., рос.            | Місто героїв             | документальний серіал              | Іван Синєпалов                       | Україна         | Документальний серіал охоплює різні аспекти життя прифронтового Маріуполя у 2014—2016 роках. |
| 2022       | укр., рос.            | Маріуполь. Хроніки пекла | документальний серіал              | Єлизавета Татарінова                 | Україна         | Фільм створений з документальних кадрів, вміщує монологи міста та розмови з тими, хто вирвався із блокадного Маріуполя. Фільмування відбувалося в Одесі, Кропивницькому, Дніпрі, Чорноморську та Запоріжжі — у тих місцях, куди виїхали маріупольці. |
| 2021       | українська, російська | Мама                     | воєнна драма, мінісеріал           | Тарас Ткаченко, Сергій Маслобойщиков | Україна         | Історія жінки з Житомира, що приїхала до Донецька у пошуках сина, бійця ЗСУ, що потрапив в полон. |
| 2023       | українська            | Юрик                     | двосерійний телефільм воєнна драма | Олександр Тіменко                    | Україна         | Історія 11-річного хлопчика, який, рятуючись з охопленого війною Маріуполя, протягом 15 днів добирається до кордону України. |
| 2024       | українська            | Перевізниця              | драма                              | Євген Тунік, Аркадій Непиталюк       | Україна         | Серіал висвітлює перші дні та тижні українців російської війни в Україні. Головна героїня — терапевт Лідія, що використовує свою машину, щоб перевозити мирних жителів з гарячих точок у безпечніші місця. Кожен епізод — це поїздка, і в кожній є свій пасажир з особистою історією. |
| 2024       | англійська            | The Zelensky Story       | документальний серіал              | Майкл Уолдман                        | Велика Британія | Серіал, що складається з трьох епізодів, показує шлях Зеленського від молодого актора та естрадного виконавця до одного з найбільш впізнаваних лідерів на планеті, який очолює країну, що перебуває у стані війни з Росією Владіміра Путіна. Режисер серіалу Майкл Вальдман, який знімав фільм під час кількох поїздок до України, отримав рідкісний доступ до інтерв'ю з президентом Зеленським та першою леді Оленою Зеленською, які відверто розповідають про своє неординарне життя. Вимальовується портрет молодої пари, яка потрапила в надзвичайну ситуацію - закоханих з дитинства, які одружилися і стали зірками, а потім опинилися в політиці та в центрі найбільшого вторгнення в Європу з часів Другої світової війни. |

## Кінофестивалі
За повідомленням Державного агентства України з питань кіно, з 23 до 25 лютого 2024 року, у Києві пройшов перший в Україні національний фестиваль документального кіно Cinema for Victory, на якому були представлені зняті під час російсько-української війни фільми.

## Анімація
- Під час російського вторгнення в Україну у 2022 році вийшов 160-й епізод (під назвою «Вакідзасі») мультсеріалу «Масяня». Цей епізод мультсеріалу присвячений війні Росії з Україною (також у цій серії демонструються реальні фотографії руйнувань в Україні, які скоїли російські війська) За сюжетом, Масяня (головний герой мультсеріалу) приходить до Путіна й каже йому, що з вини останнього загинуло багато мирних та добрих людей. А тоді дає йому вакідзасі (японський короткий меч) і каже Путіну, що цей меч для єдиного доброго рішення в його житті (даючи натяк, щоб Путін наклав на себе руки). І в результаті так і відбувається за сюжетом[72]. Після виходу мультфільму Роскомнагляд надіслав творцю мультсеріалу «Масяня» Олегу Куваєву повідомлення про блокування сайту mult.ru, на якому з 2001 року публікувалися всі епізоди цієї серії[73]. Згодом Куваєв випустив наступні серії: «Як пояснити дітям» (про те, як розповідати дітям про війну), та «Санкт-Маріубург» (трагедія Маріуполя, де дія перенесена у Санкт-Петербург, на який нападають сили КНР).
- 9 вересня 2022 року, на Youtube каналі «Волонтерська Анімація України» вийшов анімаційний ролик - «Життя та смерть»[74]. Він описує звичайне життя звичайного російського солдата, що прийшов захоплювати територію України.
- 11 червня 2024 тредставлена анімація "Я померла в Ірпені" - нагороджена на Міжнародному фестивалі короткометражного кіно у Клермон-Феррані.[75][76]

## Див.також
- Відображення російсько-української війни в культурі